# Чевенгур
«Чевенгу́р» — утопический социально-философский роман русского писателя Андрея Платонова. Самое пространное и, по мнению многих литературоведов, самое значимое его сочинение; «единственный завершённый роман в творчестве Платонова». Написан в 1926—1928 или 1927—1928 годах; первая редакция именовалась «Строители страны» (1927). В СССР текст романа не был широко доступен до конца 1980-х годов.
По мнению Н. Г. Полтавцевой, есть основания говорить о «философской трилогии», куда входят роман «Чевенгур», повести «Котлован» и «Джан».

## Название романа
Существуют различные интерпретации названия романа, которое, по ощущению его главного героя, «походило на влекущий гул неизвестной страны». «О расшифровке этого топонима можно написать целую книгу». По мнению С. Залыгина и Н. Малыгиной, оно связано со словами чева — ошмёток, обносок лаптя, и гур — шум, рев, рык. Иную трактовку дают Г. Ф. Ковалёв и О. Ю. Алейников, с учётом пристрастия той эпохи к разного рода революционным аббревиатурам: ЧеВеНГУР — Чрезвычайный военный непобедимый (независимый) героический укреплённый район. Иногда «пространство Чевенгура» локализуют на юге Воронежской и Белгородской областей, а то и непосредственно в городе Богучар Воронежской области.

## Сюжет
Действие романа происходит где-то на юге России и охватывает период военного коммунизма и НЭПа, хотя реальные события и местность преображены в соответствии с логикой мифа.
Александр Дванов, главный герой романа, рано потерял отца, который утопился из любопытства перед загробной жизнью. Его приёмный отец Захар Павлович несколько напоминает отца писателя (в то же время образ Александра отчасти автобиографичен).
«В семнадцать лет Дванов ещё не имел брони под сердцем — ни веры в бога, ни другого умственного покоя…». Отправляясь «искать коммунизм среди самодеятельности населения», Александр встречает Степана Копенкина — странствующего рыцаря революции, своеобразного Дон Кихота, Дульсинеей которого становится Роза Люксембург.
Копенкин спасает Дванова от анархистов банды Мрачинского.
Герои романа оказываются в своеобразном заповеднике коммунизма — городке под названием Чевенгур. Жители города уверены в ближайшем наступлении коммунистического Рая. Они отказываются трудиться (за исключением бессмысленных с рациональной точки зрения субботников), предоставляя эту прерогативу исключительно Солнцу; питаются подножным кормом, решительно осуществляют обобществление жён, жестоко расправляются с буржуазными элементами (уничтожая, подчёркивает Платонов, как их тело, так и душу). Революционным процессом в Чевенгуре руководят фанатик Чепурный, сводный брат Александра Прокофий Дванов «с задатками великого инквизитора», палач-романтик Пиюся и другие.
В конце концов, город подвергается нападению не то казаков, не то кадетов; в жестоком бою защитники коммуны выказывают себя как подлинные эпические герои и почти все гибнут. Уцелевший Александр Дванов на Росинанте Копенкина (по кличке Пролетарская Сила) отправляется к озеру, где утопился его отец, входит в воду и воссоединяется с отцом. В живых остается только Прокофий, «плачущий на развалинах города среди всего доставшегося ему имущества».

## Идейные истоки
Как и в других сочинениях писателя, в «Чевенгуре» ощущается знакомство Платонова с идеями Н. Ф. Фёдорова, А. А. Богданова, В. В. Розанова, К. Э. Циолковского, Эйнштейна, З. Фрейда, а возможно даже В. И. Вернадского, А. Л. Чижевского, Георгия Гурджиева и Отто Вейнингера. Кроме того, в романе усматривают отражение теорий Томмазо Кампанеллы и Иоахима Флорского, мировоззрения крестьянских писателей 1920-х годов (А. Дорогойченко, Ф. Панферова, И. Доронина, П. Замойского). Среди возможных источников романа — пьеса «Победа над Солнцем» Алексея Крученых и Велимира Хлебникова.

## Интерпретации
Роман построен таким образом, что допускает множество различных и даже полярно противоположных интерпретаций: от антикоммунистической: «революция — это приход к власти дураков» до необольшевистской: «оправдание послереволюционного ужаса дореволюционным». С точки зрения Н. Г. Полтавцевой, роман может быть рассмотрен как «рассказ о крушении мифа о первотворении модели идеального государства». Т. И. Дронова определяет содержание романа как «конгломерат» идеологем коммунизма и христианской апокалиптики.
В образе главного героя, с присущими ему чистотой и целомудрием, отразились раздумья Платонова об Иисусе Христе. Многие мотивы и эпизоды «Чевенгура» напоминают о Евангелии.

## Жанр
Как указывает Л. В. Ярошенко,
«Чевенгур» рассматривают как повесть (В. Вьюгин), мениппею (М. Геллер), философский роман (Л. Фоменко), идеологический роман (М. Золотоносов), трагическую утопию (В. Свительский), народную эпопею (В. Васильев), антиутопию (Н. Полтавцева, Р. Гальцева, И. Роднянская); указывают на взаимодействие в одной жанровой структуре утопических и антиутопических тенденций (А. Кедровский, К. Исупов, Н. Малыгина).
В «Чевенгуре» отразились и другие модификации романа: «полифонический роман» (Н. В. Корниенко), «роман-миф», «роман становления человека», «роман-путешествие».
Максим Горький назвал «Чевенгур» «лирической сатирой».

## История публикации

Обложка первого издания романа — Париж: ИМКА-Пресс; рисунок В. Н. Чекрыгина

Текст был направлен автором главному редактору издательства «Молодая гвардия» Г. З. Литвину-Молотову, который дал Платонову ряд указаний по доработке романа, и Максиму Горькому, в письме от 18 сентября 1929 года констатировавшему: «Роман ваш — чрезвычайно интересен, технический его недостаток — чрезмерная растянутость, обилие „разговора“ и затушёванность, стёртость „действия“». Вместе с тем Горький выразил большие сомнения в перспективах публикации книги — и оказался прав. Несмотря на все старания Литвина-Молотова, роман, уже доведённый до стадии гранок, так и не был при жизни автора напечатан в полном объёме.
Отказалось печатать роман и издательство «Товарищество московских писателей». По воспоминаниям сотрудника издательства И. С. Шкапы, Платонов, забирая рукопись, в сердцах сказал:
Эх вы, жалкие люди! Вытащили у вас прямую кишку, прибили золотым гвоздём к столу и сказали: двигайтесь! Перестраховщики.
В 1928 году журнал «Красная новь» опубликовал отрывки из романа: «Происхождение мастера» в № 4 и «Потомок рыбака» в № 6; журнал «Новый мир» — рассказ «Приключение» в № 6. Повесть «Происхождение мастера» — «в художественном отношении, быть может, самая совершенная часть романа» — вышла в 1929 году в одноимённом авторском сборнике.
Продолжение повести — фрагмент под названием «Путешествие с открытым сердцем» — было напечатано в «Литературной газете» в 1971 году (номер от 6 октября). В том же году журнал «Кубань» (№ 4) поместил ещё один фрагмент под названием «Смерть Копенкина». В 1972 году в Париже был опубликован французский перевод романа (под названием «Сорные травы Чевенгура» (фр. Les herbes folles de Tchevengour) и с предисловием Михаила Геллера); в нём, однако, отсутствовал текст «Происхождения мастера». Итальянский перевод, опубликованный в том же году под названием «Деревня новой жизни» (итал. Villaggio della nuova vita), удостоился высокой оценки со стороны Пьера Паоло Пазолини.
Первой полной публикацией романа на Западе стала лондонская (1978). В СССР издание романа стало возможным лишь в годы перестройки: в 1988 году эту задачу выполнил журнал «Дружба народов» (№ 3—4); в том же году роман вышел отдельным изданием и в составе «Избранного».

## Издания
- Платонов А. Чевенгур / Предисловие Михаила Геллера; в издательской обложке с рисунком В. Чекрыгина. — Париж: YMCA-Press, 1972. — 376 с. 19×13,2 см.
- Архив А. П. Платонова. Книга 2: Описание рукописи романа «Чевенгур». Динамическая транскрипция / Научное издание; ответственный редактор член-корр. РАН Н. В. Корниенко. — М.: ИМЛИ РАН, 2019. — 672 с., илл. — ISBN 978-5-9208-0590-4.
- Андрей Платонов. Сочинения. Том 2. 1926-1927 / гл. ред. Н. В. Корниенко. — Москва: ИМЛИ РАН, 2016. — 870 с.

### На других языках
- фр. Les herbes folles de Tchevengour / trans. Cécile Lœb. — Paris: Stock, 1972; Tchevengour / trans. Louis Martinez. — Paris: Robert Laffont, coll. « Connaissance de l'Est », 1996.
- итал. Il villaggio della nuova vita / trans. Marija Olsuf'eva. — Arnoldo Mondadori, 1972; Da un villaggio in memoria del futuro / trans. Marija Olsuf'eva. — collana Letterature, Theoria, 1990; Čevengur / trans. Ornella Discacciati. — Einaudi, 2015.
- нем. Unterwegs nach Tschevengur / trans. Swetlana Geier. — Darmstadt, Neuwied: Luchterhand, 1973; Tschewengur / trans. Renate Landa. — Berlin: Volk und Welt, 1990; trans. Renate Reschke. — Berlin: Suhrkamp, 2018.
- швед. Don Quijote i revolutionen / trans. Sven Vallmark. — Stockholm: Norstedt, 1973; Tjevengur / trans. Kajsa Öberg Lindsten. — Ersatz, 2016.
- англ. Chevengur / trans. Anthony Olcott. — Michigan: Ardis / Ann Arbor, 1978.
- нидерл. Tsjevengoer / trans. Lourens Reedijk. — Amsterdam: Meulenhoff, 1988.
- фин. Tševengur / trans. Ulla-Liisa Heino. — SN-kirjat, 1990.
- болг. Чевенгур / trans. Симеон Владимиров. — София: Профиздат, 1990; София: „Дамян Яков“, 2005.
- пол. Czewengur / trans. J. Szymak-Reiferowa, I. Maślarz. — Białystok: Łuk, 1996.
- греч. Ταξίδι Με Ανοιχτή Καρδιά, Τσεβενγκούρ / trans. Πάνος Σταθόγιαννης. — Αθήνα: Λιβάνη «Νεα Συνορα», 1996.
- кит. 切文古尔镇 / trans. 古杨. — 漓江出版社, 1997.
- исп. Chevengur / trans. Vicente Cazcarra, Helena S. Kriukova. — Madrid: Cátedra, 2009.
- кат. Txevengur / trans. Miquel Cabal Guarro. — Collecció Mirmanda, Edicions de 1984, 2009.
- кор. 체벤구르 / trans. 윤영순. — 을유문화사, 2012.
- монг. Чевенгүр / trans. Ононгийн Чинбаяр. — Мөнхийн Үсэг, 2017.
- тур. Çevengur / trans. Günay Çetao Kızılırmak. — Metis Yayıncılık, 2017.
- порт. Tchevengur / trans. Maria Vragova, Graziela Schneider. — Ars et Vita, 2021.
- яп. チェヴェングール / trans. 工藤順, 石井優貴. — 作品社, 2022.